# Maroubra
Maroubra es un género de peces de la familia Syngnathidae, en el orden de los Syngnathiformes.

## Especies
El Registro Mundial de Especies Marinas reconoce las siguientes especies en el género:
- Maroubra perserrata Whitley, 1948
- Maroubra yasudai Dawson, 1983

## Morfología
Tienen la boca en forma de tubo, ensanchando algo la cabeza y el cuerpo, que conforman una horizontal, rematada por una distintiva aleta caudal, más grande y ovalada, con coloraciones distintivas.
• Los machos tienen una bolsa incubadora bajo el abdomen, y las hembras tienen ovopositor.
• Los machos pueden alcanzar entre 7,2 y 16,2 cm de longitud total, según la especie.

## Reproducción
Son ovovivíparos y el macho transporta los huevos en una bolsa ventral, la cual se encuentra debajo de la cola. La bolsa de cría se extiende, desde detrás de las aletas pectorales, hasta más allá de la mitad inferior del cuerpo del macho. Esta bolsa contiene el esperma y reacciona ante la puesta de huevos de la hembra, elevándose alrededor de cada uno, fertilizándolos y endureciéndolos dentro de una pequeña taza, para mantenerlos. Pueden poner entre 60 y 140 huevos por puesta.

## Hábitat y comportamiento
Son peces de mar, de clima templado, demersales, asociados a arrecifes rocosos, que frecuentan cuevas y grietas ricas en invertebrados, a los que rastrean nadando boca abajo en posición vertical.  
Se localizan entre 15-30 m de profundidad.

## Distribución geográfica
•Maroubra yasudai se encuentra en la isla de Honshu y la península de Izu, siendo endémica de Japón.
•Maroubra perserrata es endémica de Australia, desde el sur de Queensland al sur y oeste australianos.